# Melaine (prénom)
Pour les articles homonymes, voir Melaine et Saint-Melaine.
Melaine est un prénom masculin, d'origine bretonne.

## Étymologie
Melaine vient du mot breton melen qui signifie « doré », « jaune » ou « blond ». On peut également considérer qu'il provient du grec ancien μέλας / mélas, μέλανος / mélanos signifiant « brun » ou « noir ».

## Variantes
Il a pour variantes Melan (en cornouaillais), Mellon (en gallois), Melany, Melen, Melin, Molan, Molien et Molin, Melany étant utilisé également au féminin.

## Date de fête
Autrefois inscrit au martyrologe romain à la date du 6 janvier, saint Melaine est désormais fêté le 6 novembre,,.

## Personnes portant ce prénom
- Pour voir tous les articles concernant les personnes portant ce prénom, consulter les pages commençant par Melaine.

## Saint des églises chrétiennes
- Melaine (en latin Melanius) (vers 456 - vers 530), évêque de Rennes à partir de 505.